# Кшижевко
Кшижевко (пол. Krzyżewko, нім. Kreuzdorf) — село в Польщі, у гміні Велички Олецького повіту Вармінсько-Мазурського воєводства.
У 1975-1998 роках село належало до Сувальського воєводства.